# 名古屋瀬戸道路
名古屋瀬戸道路（なごやせとどうろ）は、 愛知県日進市から愛知県長久手市に至る建設延長2.3 kmの自動車専用道路（地域高規格道路）。愛知道路コンセッションが管理する一般有料道路である。

## 概要
2007年現在、東名高速道路と接続する日進JCT - 長久手IC間の1区間のみ開通済みで、名古屋瀬戸道路のみの利用はできない。2013年春に日進IC - 日進JCTまでの区間が開通する予定であったが、用地買収の進捗の遅れや予算措置の状況により、2028年度（令和10年度）に全線開通予定となっている。
猿投グリーンロードと直結していないため、長久手インターで足助方面に向かい、八草インターまでは愛知県道6号力石名古屋線（グリーンロード）を経由する必要がある。
愛・地球博開催時は、東名高速道路から長久手会場のアクセス道路として利用されていた。
開通区間の全長は2.3 kmで、普通車の通行料金は110円。料金は上下線とも長久手料金所で支払う形になっており、長久手ICへ向かう車は東名高速道路と名古屋瀬戸道路の料金をまとめて支払い、長久手ICからの車は名古屋瀬戸道路の料金を支払った上で通行券を受け取る形になる。
ETCも東名高速道路と通しでの利用が可能であるが、東名高速道路とは事業者が異なるためETC各種割引の対象にはならない。

## 歴史
- 1994年12月16日：名古屋市から瀬戸市までの20 kmの区間が計画路線に指定される。
- 1995年8月23日：うち18 kmの区間が調査区間に指定される。
- 1997年9月10日：日進市から長久手町（当時）までの4 kmの区間が整備区間に指定される。
- 1998年10月28日：県道（路線番号：521、日進市～瀬戸市巡間町）認定[7]。
- 1998年12月18日：長久手町から瀬戸市までの4 kmの区間が整備区間に指定される。
- 2000年4月4日：海上の森を通る長久手町から瀬戸市までの都市計画道路の申請取り下げを表明。
- 2004年11月27日：日進JCT - 長久手IC間開通。
- 2016年8月31日：愛知道路コンセッション（民間事業者）が愛知県道路公社と公共施設等運営権実施契約を締結[3]。
- 2016年10月1日：愛知道路コンセッションによる有料道路の運営開始。

### 開通予定年度
- 日進IC - 日進JCT : 2028年（令和10年）度[5][4]

## インターチェンジなど
- 全区間愛知県内に所在。

| IC 番号 | 施設名   | 接続路線名                                | 東京から （km） | 備考             | 所在地   |
| ------- | -------- | ----------------------------------------- | --------------- | ---------------- | -------- |
| -       | 日進IC   | 愛知県道57号瀬戸大府東海線                |                 | 2028年度開通予定 | 日進市   |
| 20-2    | 日進JCT  | E1 東名高速道路                           | 322.3           |                  | 日進市   |
| -       | 長久手TB |                                           |                 |                  | 長久手市 |
| 20-3    | 長久手IC | 愛知県道6号力石名古屋線（グリーンロード） | 324.6           |                  | 長久手市 |

## 交通量
24時間交通量（台）道路交通センサス
| 区間               | 平成17（2005）年度 | 平成22（2010）年度 | 平成27（2015）年度 |
| ------------------ | ------------------ | ------------------ | ------------------ |
| 日進JCT - 長久手IC | 6,469              | 11,016             | 15,250             |

（出典：「平成22年度道路交通センサス」・「平成27年度全国道路・街路交通情勢調査」（国土交通省ホームページ）より一部データを抜粋して作成）

## 通過する自治体
- 愛知県
  - 日進市 - 長久手市